# Radulodon subvinosus
Radulodon subvinosus är en svampart som först beskrevs av Berk. & Broome, och fick sitt nu gällande namn av Stalpers 1998. Radulodon subvinosus ingår i släktet Radulodon och familjen Meruliaceae.   Inga underarter finns listade i Catalogue of Life.